# Легка атлетика на літніх Олімпійських іграх 2020 — естафетний біг 4×400 метрів (жінки)
Змагання з естафетного бігу 4×400 метрів серед жінок на літніх Олімпійських іграх 2020 у Токіо проходили 5 та 7 серпня 2021 на Японському національному стадіоні.

## Напередодні старту
На початок змагань основні рекордні результати були такими:
| WR | СРСР Тетяна Ледовська Ольга Назарова Марія Пінігіна Ольга Бризгіна                            | 3.15,17 | Сеул  | 1 жовтня 1988  |
| OR | СРСР Тетяна Ледовська Ольга Назарова Марія Пінігіна Ольга Бризгіна                            | 3.15,17 | Сеул  | 1 жовтня 1988  |
| WL | Техаський аграрно-механічний університет Т'єрра Робінсон-Джонс Чарокі Янг Джевін Рід Атінг Му | 3.22,34 | Юджин | 12 червня 2021 |

## Результати

### Забіги
Умови кваліфікації до наступного раунду: перші три команди з кожного забігу (Q) та двоє найшвидших за часом з тих, які посіли у забігах місця, починаючи з третього (q).
| 1  | 2 | США               | Кайлін Вітні            | Вейдлайн Джонатас  | Кендалл Елліс           | Лінна Ірбі                 | 3.20,86 | Q SB |
| 2  | 2 | Ямайка            | Джунелл Бромфілд        | Ронейша Мак-Грегор | Дженів Расселл          | Стейсі Енн Вільямс         | 3.21,95 | Q SB |
| 3  | 1 | Польща            | Анна Келбасинська       | Іга Баумгарт-Вітан | Малгожата Голуб-Ковалик | Юстина Швенти-Ерсетиц      | 3.23,10 | Q SB |
| 4  | 2 | Велика Британія   | Емілі Даймонд           | Зої Кларк          | Лавіай Нільсен          | Ніколь Єргін               | 3.23,99 | Q SB |
| 5  | 2 | Нідерланди        | Ліке Клавер             | Лісанне де Вітте   | Лаура де Вітте          | Фемке Бол                  | 3.24,01 | q NR |
| 6  | 1 | Куба              | Сур'ян Ечаваррія        | Розмарі Альманса   | Сахілі Діаго Меса       | Ліснейді Вейтія            | 3.24,04 | Q SB |
| 7  | 2 | Канада            | Аліша Браун             | Сейдж Ватсон       | Маделайн Прайс          | Кайра Константін           | 3.24,05 | q SB |
| 8  | 1 | Бельгія           | Наомі ван дер Брек      | Імке Вервет        | Паулін Кокейт           | Камілла Лаус               | 3.24,08 | Q NR |
| 9  | 2 | Україна           | Катерина Климюк         | Аліна Логвиненко   | Вікторія Ткачук         | Анна Рижикова              | 3.24,50 | SB   |
| 10 | 1 | Німеччина         | Корінна Шваб            | Кароліна Крафцик   | Лаура Мюллер            | Рут Софія Шпельмаєр-Пройсс | 3.24,77 | SB   |
| 11 | 1 | Франція           | Сохна Лакост            | Амандін Бросьє     | Бріжіт Нтіамоа          | Флорія Гуей                | 3.25,07 | SB   |
| 12 | 1 | Швейцарія         | Леа Шпрюнгер            | Зільке Лемменс     | Рашель Пейо             | Ясмін Гігер                | 3.25,90 | NR   |
| 13 | 2 | Італія            | Марія Бенедікта Чигболу | Аліче Манджоне     | Петра Нарделлі          | Ребекка Борга              | 3.27,74 | SB   |
| 14 | 1 | Австралія         | Бендере Обоя            | Кендра Габбард     | Еллі Бір                | Аннеліз Рубі-Реншоу        | 3.30,61 | SB   |
| 15 | 2 | Білорусь          | Олександра Хільманович  | Юлія Близнець      | Ельвіра Герман          | Астерія Узо Лімай          | 3.33,00 |      |
|    | 1 | Багамські Острови | Донейша Андерсон        | Меган Мосс         | Бріанн Бетел            | Антонік Страчан            | DNF     |      |

### Фінал

Фінальний забіг

Фінальний забіг відбувся 7 серпня 2021.
| 1 | США             | Сідні Мак-Лафлін   | Еллісон Фелікс     | Далайла Мухаммад        | Атінг Му              | 3.16,85 | SB |
| 2 | Польща          | Наталя Качмарек    | Іга Баумгарт-Вітан | Малгожата Голуб-Ковалик | Юстина Швенти-Ерсетиц | 3.20,53 | NR |
| 3 | Ямайка          | Ронейша Мак-Грегор | Дженів Расселл     | Шеріка Джексон          | Кендіс Мак-Леод       | 3.21,24 | SB |
| 4 | Канада          | Аліша Браун        | Маделайн Прайс     | Кайра Константін        | Сейдж Ватсон          | 3.21,84 | SB |
| 5 | Велика Британія | Ама Піпі           | Джоді Вільямс      | Емілі Даймонд           | Ніколь Єргін          | 3.22,59 | SB |
| 6 | Нідерланди      | Ліке Клавер        | Лісанне де Вітте   | Лаура де Вітте          | Фемке Бол             | 3.23,74 | NR |
| 7 | Бельгія         | Наомі ван дер Брек | Імке Вервет        | Паулін Кокейт           | Камілла Лаус          | 3.23,96 | NR |
| 8 | Куба            | Сур'ян Ечаваррія   | Розмарі Альманса   | Сахілі Діаго Меса       | Ліснейді Вейтія       | 3.26,92 |    |